# Лехтма-Суур'ярв
Лехтма-Суур'ярв (ест. Lehtma Suurjärv, інші назви ест. Suurjärv, Tahkuna Suurjärv, Lehtma järv, Põhjatu järv) — озеро в Естонії, що розташоване на острові Хіюмаа, у волості Киргессааре.
| Естонія | Це незавершена стаття з географії Естонії. Ви можете допомогти проєкту, виправивши або дописавши її. |